# Cynopterus brachyotis
Cynopterus brachyotis је врста слепог миша из породице велики љиљци (Pteropodidae).

## Распрострањење
Ареал врсте Cynopterus brachyotis обухвата већи број држава.
Врста је присутна у Кини, Индији, Тајланду, Бурми, Лаосу, Вијетнаму, Малезији, Индонезији, Филипинима, Источном Тимору, Бангладешу, Камбоџи, Шри Ланци и Сингапуру.

## Станиште
Станиште врсте су шуме.

## Угроженост
Ова врста је наведена као последња брига, јер има широко распрострањење и честа је врста.